# Lípa velkolistá „u Bajčiů“ ve Starých Volšovech
Lípa velkolistá „u Bajčiů“ ve Starých Volšovech je památný strom ve vsi Staré Volšovy jižně od Sušice. Lípa velkolistá (Tilia platyphyllos Scop.) je strom bizarního tvaru, roste na levé straně cesty k vrchu Stráž, má dutý kmen, jednostrannou sekundární korunu. Její stáří je odhadováno na 450 let, výška stromu 12 m, šířka koruny 8 m, obvod kmene 593 cm (měřeno 2005 a 2012). Strom je chráněn od 18. ledna 2005 jako krajinná dominanta, významný svým vzrůstem.

## Památné stromy v okolí
- Lípa velkolistá ve Starých Volšovech
- Lípa v Nuzerově
- Lípa v Nuzerově
- Platořská lípa
- Platořský buk
- Skupina stromů u kostela
- Volšovská lípa